# Micheline Calmy-Rey
Micheline Calmy-Rei, nascuda el 8 de juliol de 1945 a Sion (Valais), és una política suïssa. Originària de Chermingnon, va estudiar en l'escola de Comerç de Saint-Maurice, i va obtenir el seu graduat comercial en Sion, després la seva Llicenciatura en Ciències Polítiques en l'Institut Universitari d'Estudis Superiors Internacionals de la Universitat de Ginebra.
Va estar al capdavant d'una empresa difusora de llibres fins a 1997. Membre del Partit Socialista Suís, va presidir la secció ginebrina dues vegades, la primera de 1986 a 1990 i la segona de 1993 a 1997. El 1981 va ser escollida diputada al Gran Consell Ginebrí des de 1981, el qual va presidir de 1992 a 1993. El 1997 va ser escollida al Consell d'Estat (Parlament). Va presidir el Consell d'Estat el 2001-2002.
El 4 de desembre de 2002, després d'haver estat designada candidata del seu partit juntament amb la friburguesa Ruth Lüthi, va ser escollida en la sisena votació amb 131 vots contra 68 de la senyora Lüthi. Una vegada en el Consell Federal, va dirigir el Departament Federal de Finances fins al 2003; any en el qual passa a ocupar-se del Departament Federal d'Assumptes Estrangers. Entre la no reelecció de Ruth Metzler-Arnold en 2003 i l'elecció de Doris Leuthard en 2006, va ser l'única dona en el Consell Federal.